# チャールズ・ライアン (第6代ストラスモア＝キングホーン伯爵)
第6代ストラスモア＝キングホーン伯爵チャールズ・ライアン（英語: Charles Lyon, 6th Earl of Strathmore and Kinghorne、1699年7月12日（洗礼日） – 1728年5月11日）は、スコットランド貴族。

## 生涯
第4代ストラスモア＝キングホーン伯爵ジョン・ライアンとエリザベス・スタンホープ（第2代チェスターフィールド伯爵フィリップ・スタンホープの娘）の四男として生まれ、1699年7月12日に洗礼を受けた。
1715年11月18日に兄ジョンがシェリフミュアの戦いで戦死すると、ストラスモア＝キングホーン伯爵の爵位を継承した。
1728年5月9日、酒に酔ったジェームズ・カーネギー・オブ・フィンヘイヴンら2人の喧嘩の最中、カーネギーが剣を抜いてケンカ相手のライアン・オブ・ブリッジトン（Lyon of Bridgeton）にさしかかったが、2人の間に割り入ったストラスモア＝キングホーン伯爵を誤って刺してしまい、ストラスモア＝キングホーン伯爵は重傷を負った。伯爵は2日後の1728年5月11日に死去、弟ジェームズが爵位を継承した。カーネギーは殺人罪で起訴され、故殺罪への軽減も拒否されたが、カーネギーに伯爵への殺意がなかったため無罪となった。

## 家族
1725年7月25日、スーザン・コクラン（1754年6月23日没、第4代ダンドナルド伯爵ジョン・コクランの娘）と結婚したが、2人の間に子供はいなかった。
第6代ストラスモア＝キングホーン伯爵の死後、スーザンは1745年4月2日にジョージ・フォーブス（George Forbes）と再婚、1750年代にパリの修道院で死去した。